# Herb gminy Koło

Wzór herbu do 2011 roku

Herb gminy Koło – jeden z symboli gminy Koło, ustanowiony 10 października 2003, ze zmianą 21 września 2011.

## Wygląd i symbolika
Herb przedstawia na tarczy w polu czerwonym koło wozowe złote, nad rzeką (falującą wstęgą) srebrną. Szprychy koła rozłożone są równomiernie po całym obwodzie (pierwsza szprycha skierowana jest pionowo w górę). Koło wozowe nawiązuje do stolicy gminy, Koła. Rzeka ma symbolizować Wartę.